# Ntagisivya (periodiskt vattendrag i Gitega)
Ntagisivya är ett periodiskt vattendrag i Burundi.   Det ligger i provinsen Gitega, i den centrala delen av landet, 70 km sydost om huvudstaden Bujumbura.
Omgivningarna runt Ntagisivya är en mosaik av jordbruksmark och naturlig växtlighet. Runt Ntagisivya är det tätbefolkat, med 286 invånare per kvadratkilometer.